# Regola di Bayes
Nell'ambito della teoria delle probabilità e delle sue applicazioni, la regola di Bayes collega le disparità dell'evento {\displaystyle A_{1}} all'evento {\displaystyle A_{2}}, prima e dopo il loro condizionamento all'evento {\displaystyle B_{1}}. La relazione è espressa in termini di fattore di Bayes, {\displaystyle \Lambda }. La regola di Bayes è derivata ed è strettamente collegata al teorema di Bayes. La regola di Bayes può essere preferita al teorema omonimo quando è importante la probabilità relativa di due eventi (cioè le loro possibilità di manifestarsi) ma non le singole probabilità. Questo in quanto nella regola di Bayes {\displaystyle P(B)} è eliminata e non richiede quindi di essere calcolata (cfr. Derivazione). La regola di Bayes è correntemente utilizzata negli ambiti scientifici ed ingegneristici, in particolare per la selezione di modelli.
Sotto l'interpretazione frequenzistica della probabilità, la regola di Bayes è una relazione generale tra le disparità {\displaystyle O(A_{1}:A_{2})} e {\displaystyle O(A_{1}:A_{2}|B)}, 
per qualunque evento {\displaystyle A_{1}}, {\displaystyle A_{2}} e {\displaystyle B} nel medesimo spazio degli eventi. In questo caso, {\displaystyle \Lambda } rappresenta l'impatto del condizionamento sulle disparità degli eventi. Questa è una forma di inferenza bayesiana; la quantità {\displaystyle O(A_{1}:A_{2})} è detta disparità a priori, mentre {\displaystyle O(A_{1}:A_{2}|B)} è la disparità a posteriori. Per analogia con i termini di probabilità a priori ed a posteriori, la regola di Bayes può essere vista come il teorema di Bayes in termini di disparità. Per ulteriori dettagli sull'applicazione della regola di Bayes sotto l'interpretazione bayesiana di probabilità, vedi la voce selezione del modello bayesiano.

## La regola

### Evento singolo
Dati gli eventi {\displaystyle A_{1}}, {\displaystyle A_{2}} e {\displaystyle B}, la regola di Bayes afferma che le disparità condizionali di {\displaystyle A_{1}:A_{2}} dato {\displaystyle B} sono uguali alle disparità marginali di {\displaystyle A_{1}:A_{2}} moltiplicate per il fattore di Bayes {\displaystyle \Lambda }:
{\displaystyle O(A_{1}:A_{2}|B)=\Lambda (A_{1}:A_{2}|B)\cdot O(A_{1}:A_{2}),}
dove
{\displaystyle \Lambda (A_{1}:A_{2}|B)={\frac {P(B|A_{1})}{P(B|A_{2})}}.}
Nel caso speciale in cui {\displaystyle A_{1}=A} e {\displaystyle A_{2}=\neg A}, questo può essere scritto come:
{\displaystyle O(A|B)=\Lambda (A|B)\cdot O(A).}

### Eventi multipli
La regola di Bayes può essere condizionata su un numero arbitrario di eventi. Per due eventi {\displaystyle B} e {\displaystyle C},
{\displaystyle O(A_{1}:A_{2}|B\cap C)=\Lambda (A_{1}:A_{2}|B\cap C)\cdot \Lambda (A_{1}:A_{2}|B)\cdot O(A_{1}:A_{2}),}
dove
{\displaystyle \Lambda (A_{1}:A_{2}|B)={\frac {P(B|A_{1})}{P(B|A_{2})}},}
{\displaystyle \Lambda (A_{1}:A_{2}|B\cap C)={\frac {P(C|A_{1}\cap B)}{P(C|A_{2}\cap B)}}.}
In questo caso, la notazione equivalente è
{\displaystyle O(A|B,C)=\Lambda (A|B\cap C)\cdot \Lambda (B|A)\cdot O(A).}

## Derivazione
Consideriamo due esempi del teorema di Bayes:
{\displaystyle P(A_{1}|B)={\frac {1}{P(B)}}\cdot P(B|A_{1})\cdot P(A_{1}),}
{\displaystyle P(A_{2}|B)={\frac {1}{P(B)}}\cdot P(B|A_{2})\cdot P(A_{2}).}
Combinandoli tra loro otteniamo
{\displaystyle {\frac {P(A_{1}|B)}{P(A_{2}|B)}}={\frac {P(B|A_{1})}{P(B|A_{2})}}\cdot {\frac {P(A_{1})}{P(A_{2})}}.}
Ora definiamo
{\displaystyle O(A_{1}:A_{2}|B)\triangleq {\frac {P(A_{1}|B)}{P(A_{2}|B)}}}
{\displaystyle O(A_{1}:A_{2})\triangleq {\frac {P(A_{1})}{P(A_{2})}}}
{\displaystyle \Lambda (A_{1}:A_{2}|B)\triangleq {\frac {P(B|A_{1})}{P(B|A_{2})}},}
questo implica
{\displaystyle O(A_{1}:A_{2}|B)=\Lambda (A_{1}:A_{2}|B)\cdot O(A_{1}:A_{2}).}
Una simile derivazione è applicabile per il condizionamento su eventi multipli, usando l'appropriata estensione del teorema di Bayes

## Esempio
Faremo ora un esempio di applicazione della regola di Bayes ma prima mostreremo l'esempio corrispondente per il teorema di Bayes.
Supponiamo che un test per droga abbia una sensibilità (cioè un quoziente tra il numero di veri positivi e la somma di quest'ultimo e il numero di falsi negativi) del 99% ed una specificità (cioè il quoziente tra il numero di veri negativi e la somma di quest'ultimo e il numero di falsi positivi) del 99%. Cioè il test produce il 99% di veri positivi per i fruitori di droghe e il 99% di risultati negativi per quelli che non ne fruiscono. Supponiamo che il 0.5% delle persone fruiscano di droghe. Se un individuo scelto casualmente risulta positivo al test, allora qual è la probabilità che sia un fruitore di droghe?
{\displaystyle {\begin{aligned}P({\text{Fruitore}}|{\text{+}})&={\frac {P({\text{+}}|{\text{Fruitore}})P({\text{Fruitore}})}{P({\text{+}}|{\text{Fruitore}})P({\text{Fruitore}})+P({\text{+}}|{\text{Non Fruitore}})P({\text{Non Fruitore}})}}\\[8pt]&={\frac {0.99\times 0.005}{0.99\times 0.005+0.01\times 0.995}}\\[8pt]&\approx 33.2\%\end{aligned}}}
A dispetto dell'apparente accuratezza del test, se un individuo risulta positivo, allora è più probabile che non sia un fruitore di droghe piuttosto che lo sia.
Questo risultato sorprendente origina a causa dell'elevato numero di persone non fruitrici di droghe rispetto a quello delle persone che ne fruiscono, in modo tale che il numero di falsi positivi (0.995%) supera il numero di veri positivi (0.495%). Concretamente, in termini numerici, se 1000 individui sono sottoposti al test, ci si aspetta che 995 di loro siano non fruitori e 5 che lo siano. Ci si aspetta inoltre che dei 995 non fruitori, {\displaystyle 0.01\times 995\approx 10} siano falsi positivi. Dei 5 fruitori ci si aspetta che {\displaystyle 0.99\times 5\approx 5} siano veri positivi. Dei 15 risultati positivi del test solo 5 sono genuini ossia circa il 33%.
Gli stessi risultati possono essere ottenuti usando la regola di Bayes. Le disparità a priori che un individuo sia un fruitore di droghe sono 1 a 199, in quanto {\displaystyle \textstyle 0.5\%={\frac {1}{200}}} e {\displaystyle \textstyle 99.5\%={\frac {199}{200}}} rispettivamente. Il fattore di Bayes quando un individuo risulta positivo al test è {\displaystyle \textstyle {\frac {0.99}{0.01}}=99:1} in favore di essere un fruitore di droghe: questo equivale al rapporto tra la probabilità di un individuo di risultare positivo al test e la probabilità di un individuo non fruitore di risultare positivo al test. Le disparità a posteriori di essere un fruitore di droghe sono perciò {\displaystyle \textstyle 1\times 99:199\times 1=99:199}, che è molto vicino a {\displaystyle \textstyle 100:200=1:2}. In termini approssimati, solo un individuo su tre di quelli risultanti positivi al test sono realmente fruitori di droghe.